# Liste der Kulturdenkmale in Tannenberg (Sachsen)

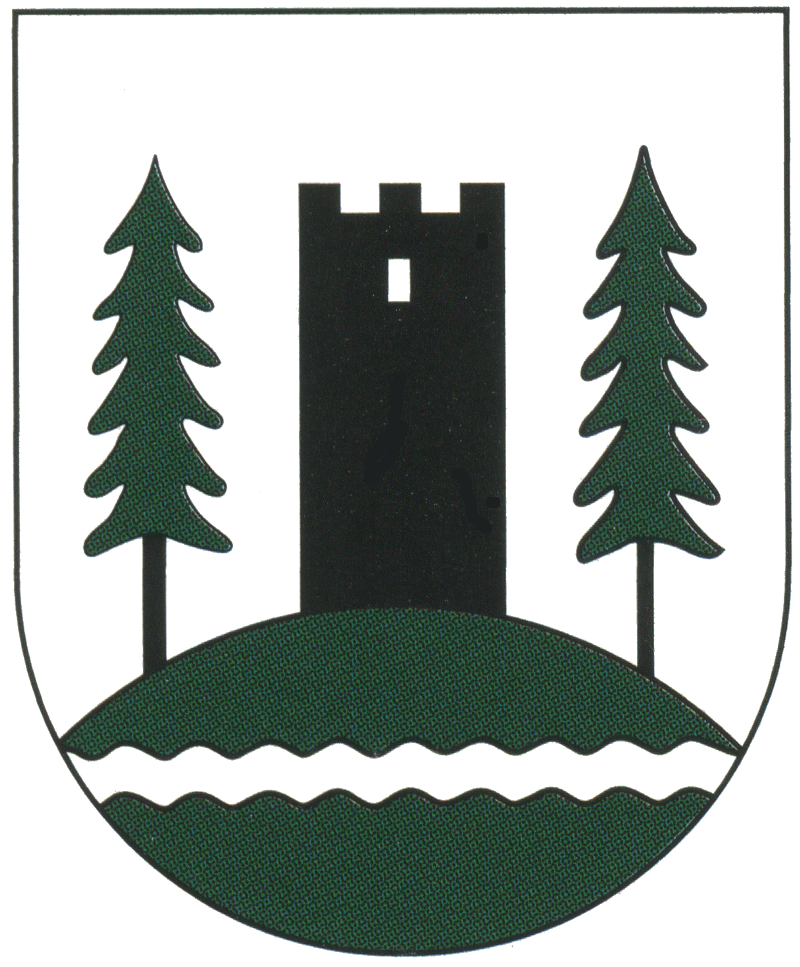
Wappen von Tannenberg

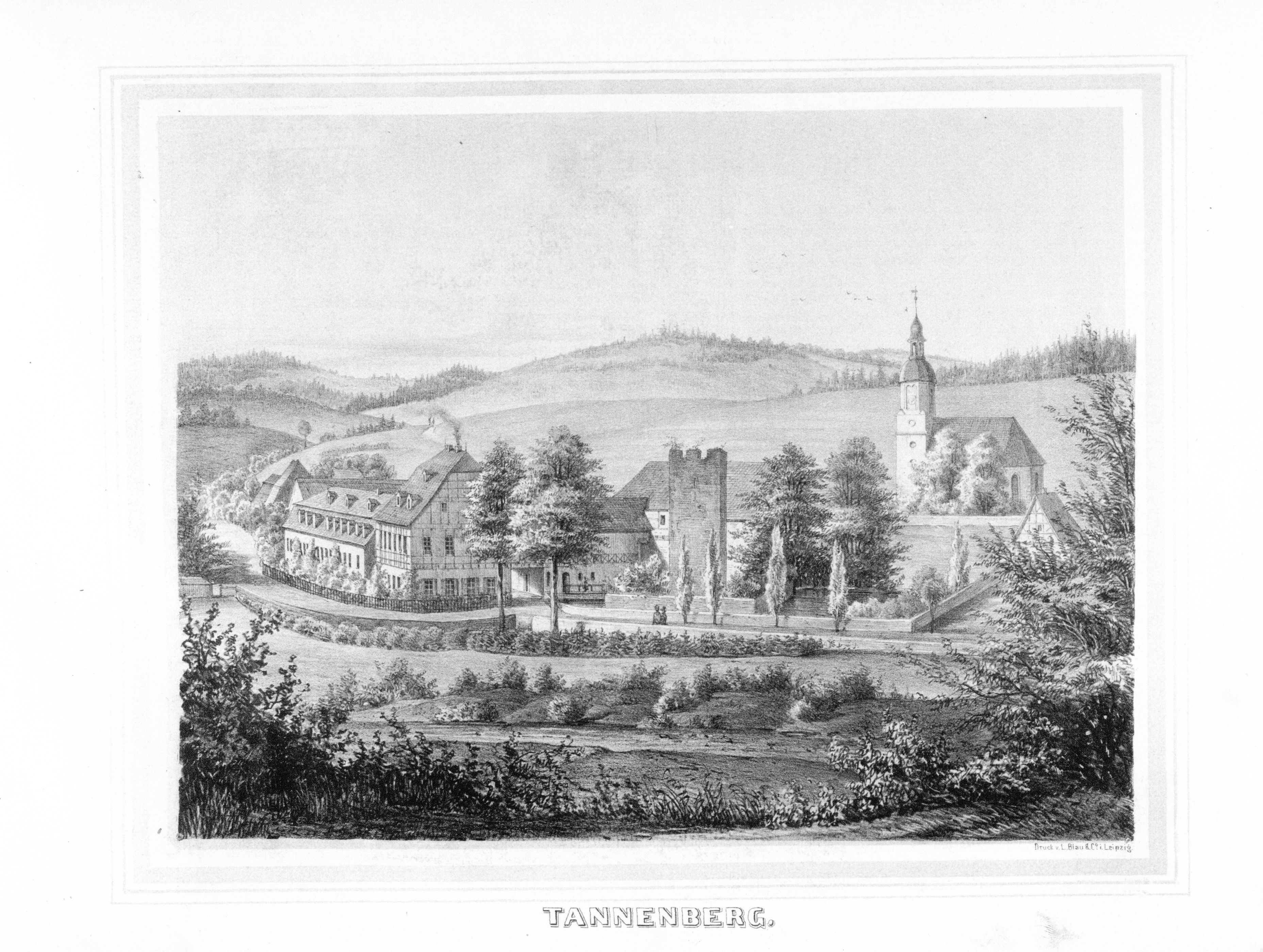
Alte Ansicht von Tannenberg

Die Liste der Kulturdenkmale in Tannenberg enthält die Kulturdenkmale in Tannenberg.
Diese Liste ist eine Teilliste der Liste der Kulturdenkmale in Sachsen.

## Legende
- Bild: Bild des Kulturdenkmals, ggf. zusätzlich mit einem Link zu weiteren Fotos des Kulturdenkmals im Medienarchiv Wikimedia Commons. Wenn man auf das Kamerasymbol klickt, können Fotos zu Kulturdenkmalen aus dieser Liste hochgeladen werden:
- Bezeichnung: Denkmalgeschützte Objekte und ggf. Bauwerksname des Kulturdenkmals
- Lage: Straßenname und Hausnummer oder Flurstücknummer des Kulturdenkmals. Die Grundsortierung der Liste erfolgt nach dieser Adresse. Der Link (Karte) führt zu verschiedenen Kartendiensten mit der Position des Kulturdenkmals. Fehlt dieser Link, wurden die Koordinaten noch nicht eingetragen. Sind diese bekannt, können sie über ein Tool mit einer Kartenansicht einfach nachgetragen werden. In dieser Kartenansicht sind Kulturdenkmale ohne Koordinaten mit einem roten bzw. orangen Marker dargestellt und können durch Verschieben auf die richtige Position in der Karte mit Koordinaten versehen werden. Kulturdenkmale ohne Bild sind an einem blauen bzw. roten Marker erkennbar.
- Datierung: Baubeginn, Fertigstellung, Datum der Erstnennung oder grobe zeitliche Einordnung entsprechend des Eintrags in der sächsischen Denkmaldatenbank
- Beschreibung: Kurzcharakteristik des Kulturdenkmals entsprechend des Eintrags in der sächsischen Denkmaldatenbank, ggf. ergänzt durch die dort nur selten veröffentlichten Erfassungstexte oder zusätzliche Informationen
- ID: Vom Landesamt für Denkmalpflege Sachsen vergebene, das Kulturdenkmal eindeutig identifizierende Objekt-Nummer. Der Link führt zum PDF-Denkmaldokument des Landesamtes für Denkmalpflege Sachsen. Bei ehemaligen Kulturdenkmalen können die Objektnummern unbekannt sein und deshalb fehlen bzw. die Links von aus der Datenbank entfernten Objektnummern ins Leere führen. Ein ggf. vorhandenes Icon  führt zu den Angaben des Kulturdenkmals bei Wikidata.

## Tannenberg
| Bild                                    | Bezeichnung | Lage                                          | Datierung                      | Beschreibung | ID       |
| --------------------------------------- | --- | --------------------------------------------- | ------------------------------ | --- | -------- |
| Direkt Bild zu diesem Denkmal hochladen | Fabrikantenvilla (Nr. 2), Verwaltungsgebäude, Fabrik (Nr. 4) und wassertechnische Anlage (Mühlgraben, Wasserhaus und Wasser-Brücke zur Fabrik) eines Spinnmühlenanwesens | An der Alten Post 2; 4 (Karte)                | ab 1838                        | Eine der ersten Industriemühlen des Erzgebirges, überörtliche Bedeutung baugeschichtlicher, ortshistorischer und technikgeschichtlicher Art. Die Höffer-Fabrik war die größte erhaltene Spinnmühle Sachsens, sie wurde 1838/39 durch den Mühlenbaumeister Christian Friedrich Uhlig für Carl Ferdinand Höffer errichtet, diente der Garnfabrikation und entwickelte sich später zum hoch spezialisierten Textilbetrieb, Aufschrift auf der Giebelseite: „Carl Ferdinand Höffer / Baumwoll Spinnerei und Färberei“, der mächtige Baukörper trägt ein hohes, abgewalmtes Mansarddach, längs beidseitig mit langen Hechtgaupen zur Belüftung und Beleuchtung zweier Dachgeschosse, die auf den fünf Vollgeschossen ruhen. Bekrönt wird das Anwesen durch einen zentralen Uhrenturm (darin Reste des Uhrwerks) als Dachreiter, mit Glockenstube und Welscher Haube. All diese Formelemente sind Anleihen aus der Schlösserarchitektur und bekunden das Selbstbewusstsein und Selbstverständnis des Erbauers. Zur Industriemühle gehört die erhaltene wassertechnische Anlage (Geyersbach u. a.) und eine direkt ans Gebäude führende Bruchstein-Eisenbahnbrücke mit Industriegleis. Das Verwaltungsgebäude von 1907, mit breitem Baukörper, ist im Reformstil gehalten und weist noch ein intaktes Wand-Öffnungs-Verhältnis auf, Erdgeschoss in rotem Backstein, schöne beschlagene Türblätter der rundbogigen Öffnungen, Obergeschoss verputzt, dort originale Fenster mit kleinteiliger Sprossung, flaches Krüppelwalmdach, darauf drei Entlüfter und alter Blitzableiter; auch die Villa von 1910 zeigt Reformstil, Mansarddach, Porphyrgewände, reiche Innenausstattung: Farbglasfenster, anspruchsvolle Deckenmalereien, Treppe und anderes. Das Ensemble prägte, sehr typisch für die Kulturlandschaft des Erzgebirges, eindrucksvoll und weithin das Tal, baugeschichtliche, industriegeschichtliche und landschaftsprägende Bedeutung, exemplarischer Wert als ehemals größte erhaltene Spinnmühle Sachsens (abgerissen im Herbst 2017). | 08991342 |
| Direkt Bild zu diesem Denkmal hochladen | Schuppen | An der Alten Post 3                           | nach 1905                      | Putzbau mit Dachreiter, im Reformstil, wohl zur benachbarten Höffer-Fabrik gehörend, baugeschichtlich von Bedeutung. Drempel verbrettert, flaches, mansardartiges Dach, zwei Fledermausgaupen, Dachreiter. | 08991344 |
| Direkt Bild zu diesem Denkmal hochladen | Wohnhaus | Annaberger Straße 9 (Karte)                   | im Kern vor 1800               | Obergeschoss Fachwerk, regionaltypische Holzbauweise, baugeschichtliche Bedeutung. Erdgeschoss massiv, Fenstergewände, Türgewände mit profiliertem Sturz, Obergeschoss verkleidet, Fenster originale Größe, steiles Satteldach, Schieferdeckung. | 08991338 |
| Direkt Bild zu diesem Denkmal hochladen | Wohnstallhaus eines Bauernhofes | Annaberger Straße 24 (Karte)                  | vor 1800                       | Obergeschoss Fachwerk, baugeschichtliche Bedeutung. Erdgeschoss massiv, scharrierte Fenstergewände, innen typischer Grundriss, Erdgeschoss Feldstein, leicht vorstehend, Obergeschoss-Fenster gesprosst und originale Größe, steiles Satteldach, Schieferdeckung. | 08991336 |
| Direkt Bild zu diesem Denkmal hochladen | Wohnhaus | Annaberger Straße 29                          | 1903–1904                      | Villenartiges Gebäude, Klinkerfassade mit zeitgenössischen Dekor-Elementen, Anklänge an den Schweizerstil, baugeschichtliche Bedeutung. Eineinhalbgeschossiger Bau, rote Klinker, Fenstereinfassungen Sandstein überstrichen, bekrönt, zum Teil mit Muschelornamenten, Erker ähnliche Gestaltung, Putz-Gurtgesimse, Altan mit Balkon in Mittelachse, Krüppelwalmdach mit Überstand, Zierfachwerk, teils mit engobierten Muldenfalzziegeln gedeckt. Sockel rustikal, Polygonalmauerwerk. Innen zeitgenössischer Kachelofen, originale Wohnungstüren, originale Treppengeländer, Wandgemälde. | 08991335 |
|                                         | Textilfabrik mit Shedhallen (Nr. 43), Verwaltungsgebäude, Toranlage, Heizhaus (Nr. 44) mit Schornstein und Baracke (Nr. 42)                                              | Annaberger Straße 42; 43; 44 (Karte)          | ab 1927 (Fabrik)               | Überwiegend Klinkerbauten im Stil der Neuen Sachlichkeit, Kunstseiden-Fabrikation, von besonderer ortsgeschichtlicher und baugeschichtlicher Bedeutung. Backsteinarchitektur, Heizhaus und Verwaltungsgebäude kubisch proportioniert, Heizhaus und Schornstein museal saniert. Teilweise originale Technik, Heizhaus 1939/40 im Stil der Neuen Sachlichkeit ergänzt. Baracke ursprünglich Sozialfunktion, Fachwerk. | 08991318 |
| Direkt Bild zu diesem Denkmal hochladen | Wohnstallhaus, Zufahrtsbrücke über die Zschopau und Silo eines Mühlenanwesens                                                                                            | Annaberger Straße 47 (Karte)                  | 1885                           | Wohnstallhaus zeittypischer Putzbau, Hochsiloanlage bestehend aus je einem Rundsilo rechts und links der Zufahrtsbrücke, baugeschichtliche und technikgeschichtliche Bedeutung. Zweigeschossiger massiver Putzbau mit Resten von Schmuckformen (Fensterbekrönungen), Tür und Fenstergewände, Stallteil klar erkennbar, Hochsiloanlage bestehend aus je einem Rundsilo rechts und links der Zufahrtsbrücke, damit quasi Hofeinfahrt bildend, Rundsilos zylindrische Bauwerke aus genieteten Eisenplatten (verrostet), im oberen Bereich verbrettert und mittels Überdachung über die Zufahrt verbunden, darunter Winde und Laufkatze, Zufahrtsbrücke genietete Eisenkonstruktion (Vollwandträgerbrücke). | 08991317 |
| Direkt Bild zu diesem Denkmal hochladen | Wohnhaus eines Mühlenanwesens, mit Resten des Mühlgrabens | Annaberger Straße 51 (Karte)                  | um 1850 (Wohnhaus)             | Zeittypischer Putzbau, ehemalige Knochenmühle, ortsgeschichtliche Bedeutung. - Wohnhaus: Zweigeschossiger massiver Putzbau mit zwei klassizistischen Türgewänden, Sandstein-Fenstergewände, Satteldach, - Höheres zweigeschossiges Technikgebäude mit Krüppelwalmdach. | 08991316 |
| Direkt Bild zu diesem Denkmal hochladen | Wohnhaus mit Garage und Luftschutzkeller | Gartenweg 6 (Karte)                           | 1938                           | Im Werkskontext der Elberfelder Glanzstoff-Fabriken, Heimatstil, gestalterisch geprägte Anlage, baugeschichtliche Bedeutung (siehe auch Gartenweg 7). Wohnhaus eines Zweierensembles, errichtet im zeitgenössischen Heimatstil (Rheinländischer Bautyp) 1938 für Beamten der angrenzenden Textilfabrik, Erdgeschoss massiv, mit Fenster-Schlagläden, Obergeschoss verbrettert (Verbretterung nicht original), Satteldach, die beiden Häuser der gestalterisch (auch die Freiflächen betreffend) geprägten Anlage werden durch einen mittigen Garagenbau mit rustikaler Verkleidung (Wildmauerwerk) und jeweils angrenzende Freitreppen verbunden, mitgeplante und realisierte Luftschutzkeller geben Hinweis auf die Kriegsvorbereitungen, trotz baulicher Veränderungen (Verbretterung Obergeschoss, Fenster, Haus- und Garagentüren) noch hoher dokumentarischer Wert, baugeschichtliche, ortsgeschichtliche und besondere allgemeingeschichtliche Bedeutung. | 08991319 |
| Direkt Bild zu diesem Denkmal hochladen | Wohnhaus mit Garage und Luftschutzkeller | Gartenweg 7 (Karte)                           | 1938                           | Im Werkskontext der Elberfelder Glanzstoff-Fabriken, Heimatstil, gestalterisch geprägte Anlage, baugeschichtliche Bedeutung (siehe auch Gartenweg 6). Wohnhaus eines Zweierensembles, errichtet im zeitgenössischen Heimatstil (Rheinländischer Bautyp) 1938 für Beamten der angrenzenden Textilfabrik, Erdgeschoss massiv, mit Fenster-Schlagläden, Obergeschoss verbrettert (Verbretterung nicht original), Satteldach, die beiden Häuser der gestalterisch (auch die Freiflächen betreffend) geprägten Anlage werden durch einen mittigen Garagenbau mit rustikaler Verkleidung (Wildmauerwerk) verbunden, mitgeplante Luftschutzkeller geben Hinweis auf die Kriegsvorbereitungen, trotz baulicher Veränderungen (Verbretterung Obergeschoss, Fenster, Haus- und Garagentüren) noch hoher dokumentarischer Wert, baugeschichtliche, ortsgeschichtliche und besondere allgemeingeschichtliche Bedeutung. | 08991320 |
| Weitere Bilder                          | Ehemaliges Gasthaus | Geyersche Straße 26 (Karte)                   | um 1900                        | Obergeschoss Fachwerk, hochgradig ursprünglich erhalten, ehemalige Bahnhofsgaststätte, bauhistorische und ortsgeschichtliche Bedeutung. Am ehemaligen Haltepunkt Obertannenberg, Erdgeschoss massiv, Segmentbogenfenster, hölzernes originales Eingangshäuschen. Obergeschoss Fachwerk, verbretterter Drempel, zentrales verbrettertes Dachhaus, flaches Krüppelwalmdach, Einflüsse des Schweizerstils. | 08991349 |
| Direkt Bild zu diesem Denkmal hochladen | Zwei Brücken über den Lohenbach | Geyersche Straße 26 (bei) (Karte)             | 19. Jahrhundert                | Eisenbahn-Bogenbrücke und Straßen-Bogenbrücke, verkehrsgeschichtliche Bedeutung. Haustein | 08991353 |
| Weitere Bilder                          | Meilenstein | Geyersche Straße 26 (bei) (Karte)             | nach 1858                      | Verkehrsgeschichtlich von Bedeutung. Zirka 80 cm hoch, Rundbogenabschluss: „Annaberg 1,13 M.“, mit Kronen | 08991352 |
| Direkt Bild zu diesem Denkmal hochladen | Forsthaus mit Seitengebäude | Geyersche Straße 28 (Karte)                   | nach 1905                      | Reformstil-Architektur, bauhistorische und ortsgeschichtliche Bedeutung. Eingeschossiger massiver Putzbau mit alter Fenstersprossung, Fensterläden, intaktes Wand-Öffnungs-Verhältnis, Giebel verbrettert, Krüppelwalmdach, neue Biberschwanzdeckung. | 08991351 |
| Direkt Bild zu diesem Denkmal hochladen | Turbine | Hermannsdorfer Weg 6; 7 (Karte)               | 1938                           | Technikgeschichtlich von Bedeutung. Hergestellt von „Germania“ (Chemnitz) | 08991340 |
| Direkt Bild zu diesem Denkmal hochladen | Wohnhaus | Hermannsdorfer Weg 16 (Karte)                 | 1920er Jahre                   | Repräsentatives dreigeschossiges Gebäude mit Mittelaltan und Freitreppe, baugeschichtliche Bedeutung. Sockelgeschoss Haustein, in der Zone geschweifte Freitreppe, drei Geschosse, das obere verkleidet, optisch zur Dachzone gehörig, flaches Walmdach, Mittelachse gegiebelt, originale Sprossenfenster | 08991339 |
| Direkt Bild zu diesem Denkmal hochladen | Wohnstallhaus eines Bauernhofes | Obere Dorfstraße 4                            | wohl vor 1800                  | Stattliches Gebäude, Obergeschoss Fachwerk verkleidet, bildprägende Lage, baugeschichtlich von Bedeutung. Erdgeschoss massiv, Giebel durch große Öffnungen verändert, ansonsten Fenster originale Größe, steiles Satteldach | 08991348 |
| Direkt Bild zu diesem Denkmal hochladen | Ehemalige Zigarrenfabrik | Obere Dorfstraße 15                           | bezeichnet 1913                | Aufwändig gestaltete Reformstil-Architektur, baugeschichtliche und ortsgeschichtliche Bedeutung. Dreigeschossiger massiver Putzbau mit neoklassizistischen Einflüssen (Putzlisenen → „Kolossalordnung“), neue Sprossenfenster, Eingang zugemauert, Schlussstein bezeichnet 1913, darüber florales Ornament, flaches Walmdach. | 08991346 |
| Direkt Bild zu diesem Denkmal hochladen | Fabrikantenvilla, mit Pforte | Obere Dorfstraße 16                           | 1904                           | Putzbau mit Fachwerkelementen, mit Einflüssen des Schweizerstils, viele originale Details, baugeschichtliche und künstlerische Bedeutung. Zweigeschossiger massiver Putzbau, Erdgeschoss Segmentbögen, beide Geschosse Porphyrgewände, Eingangszone mit Wandmalerei, originales Türblatt, dreigeschossiger Mittelrisalit mit Fachwerk-Giebel. Originales Metalltor mit Initialen „B SCH“ (Balduin Schreiber), Erdgeschoss noch originale T-Sprossung, noch zwei originale Kachelöfen, einer Jugendstil | 08991347 |
| Direkt Bild zu diesem Denkmal hochladen | Häuslerhaus | Obere Dorfstraße 20 (Karte)                   | 1. Hälfte 19. Jahrhundert      | Obergeschoss Fachwerk, ornamental verschiefert, bauhistorische und ortsentwicklungsgeschichtliche Bedeutung. Erdgeschoss massiv, verändert, Obergeschoss-Fenster originale Größe, steiles Satteldach, Schieferdeckung. | 08991345 |
| Direkt Bild zu diesem Denkmal hochladen | Wohnmühlenhaus (Nr. 24) und Seitengebäude (Nr. 25) eines Mühlenanwesens                                                                                                  | Obere Dorfstraße 24; 25 (Karte)               | nach 1800                      | Wohnmühlenhaus, Obergeschoss Fachwerk, ortsgeschichtlich und baugeschichtlich von Bedeutung. - Wohnmühlenhaus: Erdgeschoss massiv, Sandstein-Fenstergewände, historistisches Türblatt, schöne Giebel- und Dachverschieferung, - Seitengebäude zweigeschossig, Fachwerk aufgebrettert, Fledermausgaupen. | 08991343 |
| Weitere Bilder                          | Wehrturm sowie Wassergraben mit Einfriedungsmauer | Pfarrer-Ackermann-Platz (Karte)               | wahrscheinlich 13. Jahrhundert | Paßklausenturm: ältestes erhaltenes bauliches Zeugnis des Landkreises, mit Feldstein-Einfriedung, bauhistorische und regionalgeschichtliche Bedeutung. | 08991329 |
| Weitere Bilder                          | Kirche (mit Ausstattung), Kirchhof mit Einfriedungsmauer und Friedhofserweiterung mit Einfriedungsmauer und mit zwei Grabmalen (Familie Höffer und Familie Hartmann)     | Pfarrer-Ackermann-Platz (Karte)               | nach 1500                      | Spätgotische Saalkirche mit Westturm, im Innern bedeutender spätgotischer Flügelaltar (von Christoph Walter I), baugeschichtlich, ortsgeschichtlich und ortsbildprägend von Bedeutung. - Grabmal 1: Familie Hartmann, Jugendstil, - Grabmal 2: Höffer, Fabrikant, mit Einfriedung. | 08991328 |
|                                         | Gasthof (mit Anbau) und Saal-Anbau | Pfarrer-Ackermann-Platz 1 (Karte)             | nach 1800                      | Markanter Putzbau in zentraler Lage, baugeschichtliche und ortsgeschichtliche Bedeutung. Zweigeschossiger massiver Putzbau, großteils mit alter Fenstersprossung, weitgehend intaktes Wand-Öffnungs-Verhältnis, steiles Krüppelwalmdach, Gasthof mit Obergeschoss-Segmentbogen-Fenstern, flaches Satteldach, Aufschrift wahrscheinlich 1920er Jahre: „Gasthof Tannenberg / Konzert- und Ballsaal“, Anbau eingeschossig. | 08991325 |
| Direkt Bild zu diesem Denkmal hochladen | Straßenbrücke über die Zschopau | Pfarrer-Ackermann-Platz 1 (bei) (Karte)       | bezeichnet 1797                | Einbogige Bruchstein-Bogenbrücke, baugeschichtlich von Bedeutung. | 08991324 |
| Direkt Bild zu diesem Denkmal hochladen | Oberleitungsmast | Pfarrer-Ackermann-Platz 1 (gegenüber) (Karte) | um 1920                        | Original erhaltenes Zeugnis der Elektrifizierung der Gemeinde, ortsentwicklungsgeschichtlich von Bedeutung. | 08991331 |
| Direkt Bild zu diesem Denkmal hochladen | Gedenkstein | Pfarrer-Ackermann-Platz 2 (neben) (Karte)     | nach 1945                      | Zur Erinnerung an den Pfarrer Johannes Ackermann (1900–1942), Verfolgter des Naziregimes, ortsgeschichtlich von Bedeutung. Gestorben 1942, KZ Sachsenburg 1935, Monolith mit Schrifttafel | 08991326 |
| Direkt Bild zu diesem Denkmal hochladen | Stützmauer eines Grundstücks | Pfarrer-Ackermann-Platz 3 (bei) (Karte)       | 19. Jahrhundert                | Feldstein-Trockenmauer, baugeschichtlich und ortsbildprägend von Bedeutung. | 08991327 |
|                                         | Kriegerdenkmal für die Gefallenen des deutsch-französischen Krieges 1870/71 und des 1. Weltkrieges                                                                       | Rittergut (Karte)                             | nach 1918                      | Vier Schiefertafeln mit Inschrift, anspruchsvolle Typografie, ortsgeschichtlich von Bedeutung. | 08991330 |
| Weitere Bilder                          | Herrenhaus, drei Wirtschaftsgebäude, Scheune sowie Zufahrtsbrücke eines Rittergutes                                                                                      | Rittergut 1; 2; 3; 4; 5; 6; 7 (Karte)         | 19. Jahrhundert, im Kern älter | Straßenseitiges Gebäude im Innern mit bemerkenswerten Kreuzgratgewölben (ehemaliger Stall), zweibogige Bruchsteinbrücke als Zufahrt, ortsgeschichtliche, städtebauliche und baugeschichtliche Bedeutung. Meist eineinhalb- bis zweigeschossiges massives Gebäude, Satteldach, zum Teil Schieferdeckung, einige profilierte Gewände. | 08991341 |
| Direkt Bild zu diesem Denkmal hochladen | Wohnhaus | Untere Dorfstraße 7 (Karte)                   | bezeichnet 1841, im Kern älter | Eingeschossiges Gebäude, Giebel verbrettert, ursprünglich Doppelhaus, vermutlich Bergarbeiterwohnhaus, von sozialgeschichtlicher Bedeutung. Eingeschossig, massiv, Giebel verbrettert, neue Sprossenfenster: glasteilend, aber einflügelig, Satteldach, altdeutsche Schieferdeckung. Neue Holz-Dachrinne | 08991323 |
| Direkt Bild zu diesem Denkmal hochladen | Gasthof | Untere Dorfstraße 21                          | bezeichnet 1848                | Putzbau mit klassizistischem Türstock, bauhistorische und ortsgeschichtliche Bedeutung. Türgewände bekrönt, originales Türblatt historistisch, zweigeschossiger massiver Putzbau, profiliertes Traufgesims, Satteldach. Intaktes Wand-Öffnung-Verhältnis | 08991333 |
|                                         | Ehemaliger Eisenhammer | Untere Dorfstraße 22                          | nach 1850, Kern älter          | Putzbau, historisches Industrie- und Handwerksgebäude, teilweise Technik noch vorhanden, bauhistorische und ortsgeschichtliche sowie technikgeschichtliche Bedeutung. Zweigeschossiger massiver Putzbau, Reste von Putzgliederung, Seitengiebel, Rundbogenfenster dort und auf Giebelseite, verschiedene Dachneigungen. | 08991332 |
| Direkt Bild zu diesem Denkmal hochladen | Wohnstallhaus eines Bauernhofes | Untere Dorfstraße 41 (Karte)                  | 2. Hälfte 18. Jahrhundert      | Obergeschoss Fachwerk verkleidet, mit Segmentbogenportal, ortsbildprägend, baugeschichtliche Bedeutung. Erdgeschoss massiv, typische Grundriss-Dreiteilung, Stallteil erkennbar, Obergeschoss-Fenster originale Größe, Konstruktion intakt, Türgewände mit Schlussstein, Satteldach mit Aufschieblingen, Pappschindeldeckung, im Innenhof Talseite Schiefer. Innen Sandsteintrog, bezeichnet 1891. | 08991322 |

## Siebenhöfen
| Bild                                    | Bezeichnung                                             | Lage                            | Datierung       | Beschreibung | ID       |
| --------------------------------------- | ------------------------------------------------------- | ------------------------------- | --------------- | --- | -------- |
| Direkt Bild zu diesem Denkmal hochladen | Straßenbrücke über den Geyerbach                        | Geyersche Straße (Karte)        | 19. Jahrhundert | Bruchsteinbogenbrücke, baugeschichtlich von Bedeutung. | 08991355 |
| Direkt Bild zu diesem Denkmal hochladen | Wohnhaus und Scheune eines Zweiseithofes                | Geyersche Straße 30 (Karte)     | bezeichnet 1817 | Wohnhaus Obergeschoss Fachwerk, Holzscheune, von baugeschichtlicher Bedeutung. Wohnhaus: Erdgeschoss massiv, Obergeschoss-Fenster originale Größe, Fachwerk aufgebrettert, steiles Satteldach, Schieferdeckung, Scheune verbrettert. | 08991357 |
| Weitere Bilder                          | Ehemalige Spinnmühle (Nr. 33) mit Nebengebäude (Nr. 31) | Geyersche Straße 31; 33 (Karte) | 1809–1812       | Stattlicher Putzbau mit Ecksäulen, eine der ersten Anlagen dieser Art im Erzgebirge, benannt nach dem aus Großbritannien stammenden Fabrikanten Evan Evans (1765–1844), Begründer der sächsischen Baumwollspinnerei, von baugeschichtlicher, ortshistorischer und industriegeschichtlicher Bedeutung. - Fünfgeschossiger Bau, bis zum Brand 1896 (oder 1897) mit viergeschossigem Bohlenbinderdach, jetzt flaches Satteldach, Segmentbogenfenster, bemerkenswert die dorischen Ecksäulen als Kolossalordnung, - Nebengebäude Feldstein. | 08991354 |